# Entre tus brazos
| Críticas profissionais | Críticas profissionais |
| Avaliações da crítica  | Avaliações da crítica  |
| Fonte                  | Avaliação              |
| ---------------------- | ---------------------- |
| Allmusic               | [ 1 ]                  |

Entre tus brazos é um oitavo álbum de estúdio do cantor mexicano Alejandro Fernández, lançado pela Sony Discos e Sony Music Mexico em 25 de abril de 2000.

## Lista de faixas
| N.º            | Título              | Compositor(es)                                                     | Duração |  |
| 1.             | "Háblame"           | Shakira Mebarak                                                    | 4:28    |  |
| 2.             | "Quisiera"          | Kike Santander                                                     | 4:04    |  |
| 3.             | "Estás Aquí"        | Kike Santander                                                     | 4:53    |  |
| 4.             | "Quiéreme"          | Randall M. Barlow · Angie Chirino · George Noriega                 | 4:54    |  |
| 5.             | "Si Te Vas"         | Kike Santander                                                     |         |  |
| 6.             | Sem título          | Emilio Estefan, Jr.                                                | 3:28    |  |
| 7.             | "Agua de Mar"       | Kike Santander                                                     | 4:53    |  |
| 8.             | "Siento"            | Roberto Bladés · Jorge Casas · Angie Chirino · Emilio Estefan, Jr. | 3:54    |  |
| 9.             | "Entre Tus Brazos"  | Ximena Díaz · Jorge Estrada · Alejandro Fernández                  | 4:28    |  |
| 10.            | "No Será Igual"     | Kike Santander                                                     |         |  |
| 11.            | "Cada Mañana"       | Francisco Céspedes                                                 | 4:53    |  |
| 12.            | "Te Llevo Guardada" | Kike Santander                                                     | 4:12    |  |
| 13.            | "Enséñame"          | Kike Santander                                                     | 3:58    |  |
| Duração total: | Duração total:      | Duração total:                                                     | 55:07   |  |

© MM. Sony Music Entertainment (México). S.A. de C.V.

## Tabela musical

### Álbum
| Year | Chart                                      | Peak | Weeks on Chart |
| ---- | ------------------------------------------ | ---- | -------------- |
| 2000 | Billboard Top Latin Albums                 | 1    | 32             |
| 2000 | Billboard Latin Pop Albums                 | 1    | 23             |
| 2000 | Billboard The Billboard 200                | 144  | 5              |
| 2000 | Billboard Heatseekers                      | 4    | 14             |
| 2000 | Billboard Top Heatseekers (Pacific)        | 1    | 6              |
| 2000 | Billboard Top Heatseekers (South Atlantic) | 1    | 8              |
| 2000 | Billboard Top Heatseekers (South Central)  | 6    | 3              |

### Canções
| Ano  | Parada                                   | Canção      | Pico | Semanas na parada |
| ---- | ---------------------------------------- | ----------- | ---- | ----------------- |
| 2000 | Billboard Hot Latin Songs                | Quiéreme    | 3    | 20                |
| 2000 | Billboard Latin Pop Airplay              | Quiéreme    | 2    | 23                |
| 2000 | Billboard Latin Regional Mexican Airplay | Quiéreme    | 37   | 3                 |
| 2000 | Billboard Latin Tropical/Salsa Airplay   | Quiéreme    | 5    | 13                |
| 2000 | Billboard Bubbling Under Hot 100 Singles | Quiéreme    | 17   | 6                 |
| 2000 | Billboard Latin Tropical/Salsa Airplay   | Si Te Vas   | 7    | 15                |
| 2000 | Billboard Hot Latin Songs                | Si Te Vas   | 4    | 13                |
| 2000 | Billboard Latin Pop Airplay              | Si Te Vas   | 2    | 26                |
| 2000 | Billboard Latin Pop Airplay              | Agua De Mar | 26   | 7                 |

## Certificações
| Ano  | Vendas         | Certificação     |
| ---- | -------------- | ---------------- |
| 2000 | 200.000 cópias | : 2× Platina     |
| 2000 | 225.000 cópias | : Platina : Ouro |